# Taylor Springs, Illinois
Taylor Springs là một làng thuộc quận Montgomery, tiểu bang Illinois, Hoa Kỳ. Năm 2010, dân số của làng này là 690 người.

## Dân số
Dân số qua các năm:
- Năm 2000: 583 người.
- Năm 2010: 690 người.